# Jarabe Tapatío
Хара́бе тапатио (исп. Jarabe tapatío, с исп. — «тапатийское харабе»; англ. Mexican hat dance) — мексиканский народный парный танец, разновидность распространённого в центре, западе и юго-востоке Мексики танца харабе, обладающего трёхдольным размером и умеренным или умеренным подвижным темпом.
Иногда это музыкальное произведение путают с другим мексиканским танцем, La Raspa.

## Этимология
Слово «jarabe», также имеющее значение «сироп, микстура», произошло от андалузск. араб. شَرَاب‎ ([хара̄б], в лит. арабск. [шара̄б]), что означает «напиток». Отсюда происходит и русское «сироп». По другой версии, араб. شَرَاب‎ означает «смесь пряных трав».
Прилагательное «tapatío», употребляемое в Мексике, является указательным к штату Халиско и его столице — Гвадалахаре, что указывает на родину этого танца.

## История

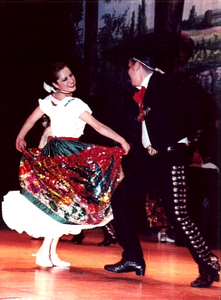
Jarabe Tapatío

По мнению исследователей Самуэля Саласа и Педро Паулетто, харабе зародился в конце XVIII века в исторической области Бахио на территории современных штатов Гуанахуато, Агуаскальентес, Керетаро и возвышенной части Халиско, и приобрёл особую популярность после обретения независимости Мексикой. На его возникновение повлияла цыганская музыка.
Что касается харабе тапатио, то его история довольно противоречива, существуют различные точки на его возникновение. Согласно одной из них, впервые он был исполнен в 1790 году в театре «Coliseo» в Мехико. Однако танец был воспринят церковью и колониальными властями аморальным, а также бросающим вызов испанскому владычеству, и вскоре был запрещен. Однако запрет только поспособствовал распространению танца. В связи с популярностью харабе после получения независимости, они, в том числе и харабе тапатио, стали рассматриваться в качестве одного из элементов мексиканской идентичности, и потому в правление императора харабе обрёл популярность и при дворе.
По другой версии, танец появился во время революции 1870 года[прояснить] как знамя национального единства, так как он включает в себя самые известные танцевальные стили различных регионов в смеси номинации[прояснить] «Jarabe». Другие источники. Окончательно харабе тапатио оформился к концу XIX-началу XX века. Именно началом века датируются первые записи этого танца под этим названием. Что интересно, мелодия, с которой наиболее часто исполняют харабе тапатио, имеет авторское происхождение, она была написана Хесуса Гонсалеса Рубио в конце XIX века.

## Характеристика

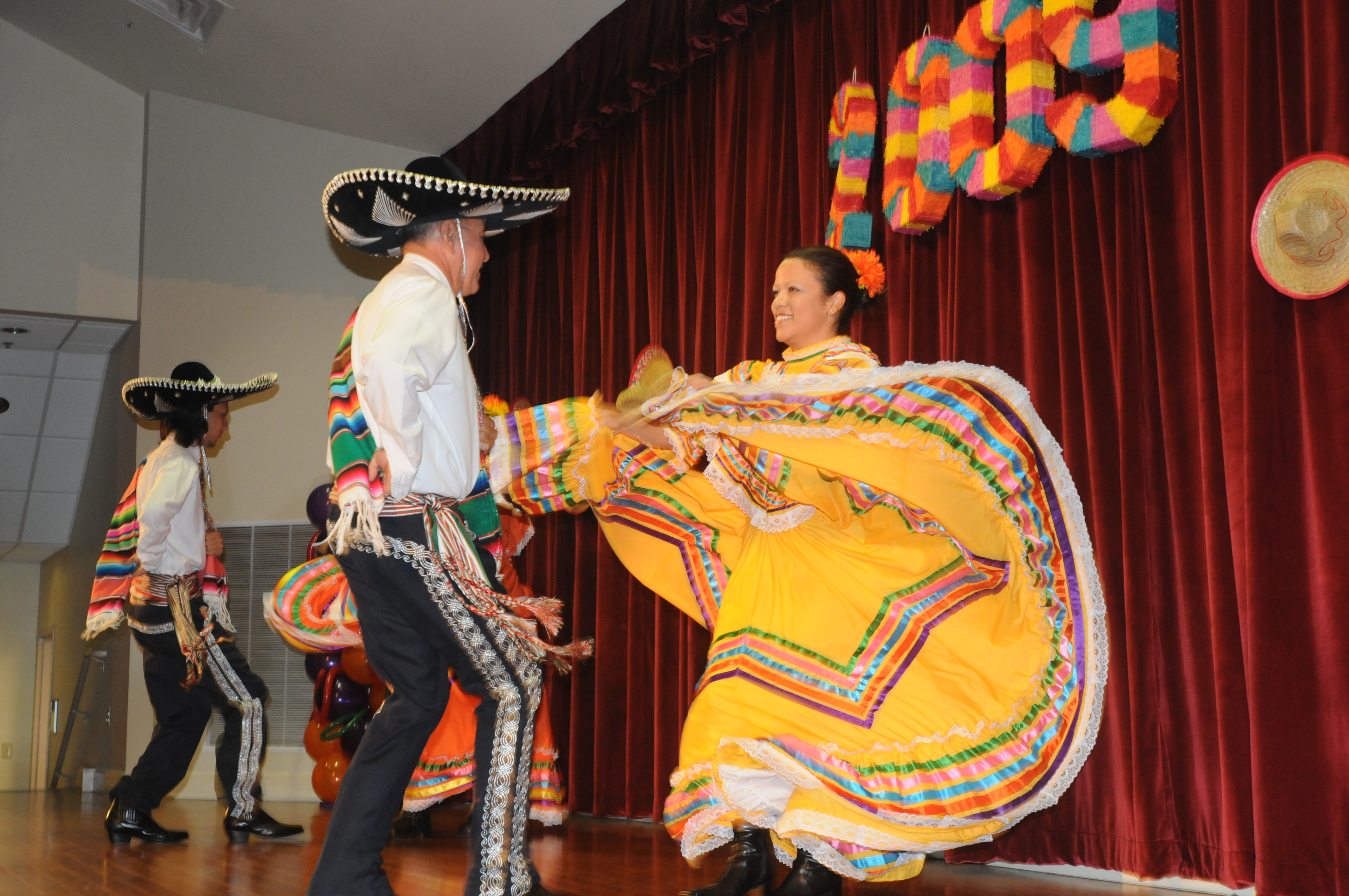
Jarabe Tapatío

Харабе тапатио, как и другие харабе, является пантонимическим танцем-ухаживанием кавалера за дамой. Сначала она отвергает ухаживания кавалера, но наконец отдаётся ему. Одной из главных черт является бросание кавалера своего сомбреро оземь и следующее за ним отплясывание пары вокруг него (дама отбивает чечётку-сапатеадо прямо на полях сомбреро), после этого кавалер вновь одевает сомбреро на голову. За это танец также называют «танцем со шляпой».
Мужчина, исполняющий харабе тапатио, как правило, носит костюм чарро, а женщина — усреднённый женский народный костюм центральной Мексики.
Харабе исполняется под аккомпанемент ансамбля музыкальных инструментов, и харабе тапатио не исключение. Харабе тапатио исполняется под аккомпанемент мариачи (отметим, что, например, варианты харабе из Оахаки сопровождаются духовыми оркестрами, а харабе из Наярита — схожим с мариачи, но более архаичным ансамблем, в котором отсутствуют духовые инструменты, но есть арфа).

## В культуре
- Харабе тапатио благодаря многочисленным появлениям в произведениях массовой культуры считается самым стереотипным мексиканским танцем.
- Одно из самых известных исполнений танца в кинематографе показано в мексиканском фильме «Alla en el Rancho Grande» 1936 года, где его исполнили знаковая фигура в мексиканском кино, актёр и кинорежиссёр Эмилио Фернандес и Ольга Фалькон-де-Монклова[3].
- Харабе тапатио под названием был в числе рингтонов мобильных телефонов Nokia[3].